# Ptychoglossus
Ptychoglossus is een geslacht van hagedissen uit de familie Alopoglossidae.
Deze hagedissen hebben relatief goed ontwikkelde poten in vergelijking met de hagedissen uit de familie Gymnophthalmidae, waartoe ze lange tijd werden gerekend. Alle soorten blijven relatief klein en hebben een iets afgeplat lichaam maar een ronde staart.
De groep werd voor het eerst wetenschappelijk beschreven door George Albert Boulenger in 1890. Er zijn vijftien soorten die voorkomen in delen van Midden- en Zuid-Amerika. Een soort komt ook voor in Suriname.

## Soortenlijst
| Soorten uit het geslacht Ptychoglossus | Soorten uit het geslacht Ptychoglossus | Soorten uit het geslacht Ptychoglossus                                  |
| -------------------------------------- | -------------------------------------- | ----------------------------------------------------------------------- |
| Naam                                   | Auteur                                 | Verspreidingsgebied                                                     |
| Ptychoglossus bicolor                  | Werner, 1916                           | Colombia                                                                |
| Ptychoglossus bilineatus               | Boulenger, 1890                        | Colombia, Ecuador                                                       |
| Ptychoglossus brevifrontalis           | Boulenger, 1912                        | Bolivia, Brazilië, Colombia, Ecuador, Guyana, Peru, Suriname, Venezuela |
| Ptychoglossus danieli                  | Harris, 1994                           | Colombia                                                                |
| Ptychoglossus eurylepis                | Harris & Rueda, 1985                   | Colombia                                                                |
| Ptychoglossus festae                   | Peracca, 1896                          | Colombia, Panama                                                        |
| Ptychoglossus gorgonae                 | Harris, 1994                           | Colombia, Ecuador                                                       |
| Ptychoglossus grandisquamatus          | Rueda, 1985                            | Colombia                                                                |
| Ptychoglossus kugleri                  | Roux, 1927                             | Colombia, Venezuela                                                     |
| Ptychoglossus myersi                   | Harris, 1994                           | Colombia, Panama, Venezuela                                             |
| Ptychoglossus nicefori                 | Loveridge, 1929                        | Colombia, Venezuela                                                     |
| Ptychoglossus plicatus                 | Taylor, 1949                           | Colombia, Costa Rica, Panama                                            |
| Ptychoglossus romaleos                 | Harris, 1994                           | Colombia                                                                |
| Ptychoglossus stenolepis               | Boulenger, 1908                        | Colombia                                                                |
| Ptychoglossus vallensis                | Harris, 1994                           | Colombia                                                                |